# Ogbourne St George
Ogbourne St George è un villaggio e una parrocchia civile della contea del Wiltshire che si trova a circa 3 miglia a nord di Marlborough nel Sud Ovest dell'Inghilterra, Regno Unito.

## Geografia

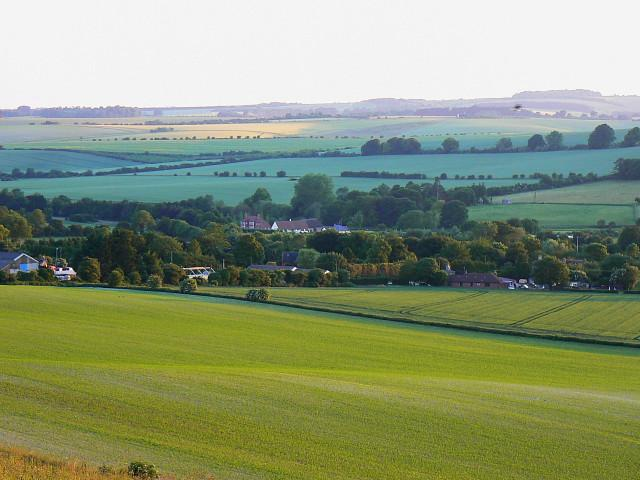
Territorio di Ogbourne St George

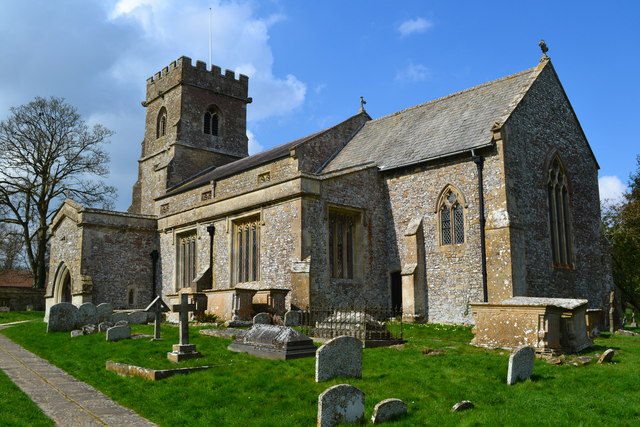
Chiesa di San Giorgio

Nella contea del Wiltshire, in Inghilterra, esistono tre villaggi col nome di Ogbourne: Ogbourne St George, Ogbourne St Andrew e Ogbourne Maisey. Il territorio della parrocchia civile di Ogbourne St George si estende nella valle del fiume Og sulle colline a circa 3 miglia a nord di Marlborough e comprende il villaggio di Ogbourne St George e la frazione di Southend. Il fiume Og nasce vicino al centro della parrocchia e scorre verso sud fino al confine con Ogbourne St Andrew. A ovest del fiume il territorio sale fino a Coombe Down e Smeathe's Ridge. La cresta che forma il confine sud-occidentale è il punto più alto della parrocchia, oltre 259 metri.
Nell'angolo nord-orientale della parrocchia si trova Whitefield Hill e a sud di quella collina si trovano Round Hill Downs e Church Hill. Oltre la cresta delle colline, che si innalzano fino a 235 metri, il territorio scende più dolcemente fino a Whiteshard Bottom all'estremità orientale della parrocchia. A nord e a ovest della sorgente dell'Og il territorio è quasi pianeggiante ed è compreso tra i 152 metri e 198 metri di altitudine. Il gesso che affiora su tutto il territorio è coperto sulle colline a est del fiume da argilla con selci. Nella valle vi sono depositi di ghiaia e vicino a Southend vi sono aree alluvionali.

## Storia
Il territorio viene citato nel Domesday Book del 1086 come Ogbourne che comprende Maizey, St Andrew e St George. Era un insediamento nella congregazione di Selkley e nella contea del Wiltshire con una popolazione registrata di 71 famiglie quindi tra i maggiori insediamenti registrati nel Domesday. La parrocchia di Ogbourne St George deve il suo nome Ogbourne all'utilizzo che se ne fece nel X secolo. Nel XII secolo c'era una chiesa nell'insediamento più a nord della valle, allora noto come Great Ogbourne. Quel nome continuò ad essere utilizzato fino al XVI secolo, ma l'insediamento era noto anche come North Ogbourne nel XIII secolo e poi Ogbourne St George dal XIV. Le colline vicino ai confini orientali e occidentali furono utilizzate durante l'età del ferro nel periodo romano-britannico. Le colline furono in seguito utilizzate come pascolo e le terre più basse e pianeggianti nelle parti settentrionali e occidentali della parrocchia e vicino al fiume furono coltivate. Vicino alla sorgente dell'Og e lungo le sue rive c'erano prati. I pendii meridionali di Church Hill furono adibiti a campo da golf e la terra a ovest del fiume nel XX secolo divenne il sito di un accampamento militare e di poligoni di tiro.
I boschi di Aldbourne Chase si estendevano nell'angolo sud-orientale della parrocchia. Nel 1086 c'era un bosco abbastanza esteso e nel tardo Medioevo il feudo di Ogbourne St George includeva i boschi di Ogbourne St George e Aldbourne. Wheldon Coppice, menzionato nel XV secolo, succedette probabilmente a Wilding's Copse. Moore's Wood probabilmente includeva Yielding Copse, che fu descritto come un bosco separato a sud nel XIX secolo. Nel 1843 c'erano 113 acri di bosco nel territorio e da allora la sua distribuzione è cambiata di poco. I lavori di sterro su Whitefield Hill, Church Hill e Round Hill Downs hanno permesso di reperire manufatti dell'età del bronzo e successivi, e un fossato che conduce a nord da Church Hill indica una notevole attività preistorica nell'angolo nord-orientale. Un altro fossato attraversa il suo angolo orientale. I tumuli sono ampiamente sparsi lungo i confini settentrionali e occidentali e un recinto circolare a ovest della casa padronale è stato costruito intorno al 1940.
Le principali vie del territorio hanno percorso a lungo verso nord e sud, per lo più vicino all'Og. La strada romana da Cirencester a Winchester attraversa il confine della parrocchia 500 metri a nord di Whitefield Farm e corre verso sud-est. Nel XVIII secolo il suo corso era seguito dalla strada principale fino a un punto a sud-est della chiesa. Da lì la strada romana sopravvisse come pista, ancora visibile nel 1980. La strada principale girava a sud-ovest per avvicinarsi al fiume a Southend, serpeggiava verso est e sud attraverso quel villaggio e correva di nuovo verso sud-ovest fino a Ogbourne St Andrew. Nel 1881 fu aperta una linea ferroviaria tra Swindon e Marlborough seguendo la strada e attraversandola con un ponte dove la strada gira a sud-ovest. Fu costruita una stazione a nord del ponte. La linea fu chiusa nel 1964 e il percorso della strada fu modificato per utilizzare il ponte ferroviario. La nuova strada si ricongiunse a quella vecchia a sud del ponte. Una strada da Draycot Foliat a Ogbourne St Andrew nel XVIII secolo correva parallela alla strada principale a ovest del villaggio. A nord del villaggio nel XIX e XX secolo i binari della linea ferroviaria correvano verso est e ovest. Altri binari nel 1980 conducevano a ovest dall'ex strada Draycot Foliat. A nord dell'incrocio tra la strada Swindon-Marlborough e la strada del villaggio, una strada per Aldbourne, Copse Drove, conduceva verso nord-est.
Il priorato di Ogbourne, legato all'abbazia di Bec-Hellouin, fu fondato nel XII secolo, probabilmente sul sito in seguito occupato dalla casa padronale. Nel XIII secolo molte delle proprietà dell'abbazia nell'Inghilterra occidentale erano amministrate dal priorato. Il priore (o proctor) era il funzionario capo dell'abbazia e nel XIV secolo occupava una posizione simile a quella di vicario generale. Alla fine del XIV secolo il titolo di "priore di Ogbourne" aveva scarso valore legale e il priorato era spesso sotto la custodia reale fino alla sua soppressione all'inizio del XV secolo. La parrocchia era anche un centro amministrativo. Le corti tenute nel XV secolo e forse prima erano frequentate da rappresentanti dei membri dell'onore del Wiltshire. Le corti per l'onore di Ewelme, a cui erano passati i diritti dell'onore di Wallingford, si tenevano a Ogbourne dal XVI al XIX secolo. Tra gli affari trattati c'era la firma dei certificati di ammissione per i nuovi cittadini di Calne. L'intendente della corporazione portava il libro della città a Ogbourne St George per questo scopo. La sua importanza amministrativa potrebbe riflettere le dimensioni e la prosperità di Ogbourne St George nel Medioevo. La sua valutazione per le tasse nel 1334 era alta per la congregazione di Selkley e nel 1377, quando c'erano 157 contribuenti di imposta pro-capite, era il secondo insediamento più grande della congregazione. Nel XVI secolo era ancora una delle comunità più ricche.
Nel 1940 fu costruito un campo militare a nord-ovest del villaggio e tra il 1943 e il 1950 il Dipartimento della Guerra acquistò il sito e il terreno circostante, circa 184 acri. Il campo fu utilizzato principalmente come campo di transito per le forze britanniche e statunitensi fino al 1957 circa. Gli edifici furono poi abbandonati e il campo fu utilizzato per l'addestramento in battaglia e per i combattimenti di strada. A ovest del campo c'erano poligoni di tiro.

## Monumenti e luoghi d'interesse
Nel territorio di Ogbourne St George vi sono vari edifici e luoghi degni di interesse.
Gli edifici più antichi del villaggio si trovano all'estremità occidentale della strada principale. Kemms, una casa con struttura in legno del XVII secolo, si trova a ovest del fiume e a sud della strada, dove curva attorno ai terreni della casa padronale. A est del ponte ci sono cottage del XVI e XVII secolo sopra le sponde tra cui la strada sale per circa 200 metri. Ci sono edifici agricoli, case e cottage, principalmente del XVIII e del XIX secolo, tra cui Rectory Farm House e Rectory House, che portano rispettivamente le date del 1742 e del 1755, e il Park, una casa del XVIII secolo molto ampliata nel XIX secolo. Circa 200 metri a ovest dell'incrocio della strada e della vecchia strada Swindon-Marlborough, Jubbs Lane conduce a nord verso edifici agricoli. Un'altra corsia, 150 m. più a est, corre a nord-est dalla strada collegandola con la vecchia strada. Sul triangolo di terra così formato si trovano cottage del XIX e XX secolo. Negli anni 1750 c'erano due locande, probabilmente la Three Bells e la New Inn che furono autorizzate negli anni 1820. La New Inn era conosciuta come White Hart nel 1843, ma con il suo vecchio nome dal 1855. Si trova sul lato nord della strada del villaggio, 50 metri a ovest del suo incrocio con la vecchia strada principale. La Shoemakers' Arms si trovava a est della strada e un po' a nord dell'incrocio nel 1843. La Crown, registrata per la prima volta nel 1855, si trova sullo stesso lato della strada, di fronte alla strada.
A Southend la maggior parte degli edifici storici ed era noto già a metà del XVIII secolo e fisicamente il villaggio apparentemente è cambiato poco dal XVIII secolo. Vi sono cottage a graticcio, alcuni con muri di pietre di sarsen e alcuni con mattoni. Hallam, una casa più grande sulla riva occidentale del fiume, risale al XVII secolo ed è raggiungibile tramite un ponte.
Gli edifici principali sono la chiesa di San Giorgio e la Manor House.
- Chiesa di San Giorgio (in inglese Church of St George). La chiesa anglicana fu costruita nel XIII secolo. Si trova nell'angolo nord-occidentale del villaggio, a cui si accede tramite la sua stradina asfaltata. Presenta un'architettura di tre periodi distinti, i portici sono i più antichi e risalgono al XIII secolo, la torre occidentale è più tarda e risale alla fine del XIV secolo e il presbiterio è una sostituzione vittoriana come parte di un restauro generale del 1873. La struttura è costruita in elce locale. Un muro basso con cancelli di metallo protegge il cimitero. Appartiene alla diocesi di Salisbury e dal 27 febbraio 1958 è considerata un monumento classificato di secondo grado per il suo particolare interesse storico e architettonico.[6][7][8]
- Manor House. La Manor House sorge nel luogo in cui un tempo sorgeva The Priory, a breve distanza dalla recente. Parte della casa padronale può essere vista. Vi sono passaggi sotterranei che conducono dalla casa padronale alla chiesa e ci sono due tunnel che vanno dalla casa a due punti nel giardino anche sembra più probabile che si tratti di uno scarico piuttosto che di un passaggio segreto. Il collegamento con l'abbazia di Bec in Francia è legato al fatto che a quell'abbazia venivano pagati gli affitti dal XII secolo, sebbene questi fossero in seguito dirottati al King's College di Cambridge. Dal 27 febbraio 1958 è considerata un monumento classificato di secondo grado per il suo particolare interesse storico e architettonico.[9][5]